# Пастухов (округ Глоговец)
Пастухов (словац. Pastuchov, угор. Nyitrapásztó) — село, громада в окрузі Глоговец, Трнавський край, Словаччина. Кадастрова площа громади — 15,235 км². Населення — 975 осіб (за оцінкою на 31 грудня 2017 р.).
Перша згадка 1275 року.

## Населення
| Рік:            | 1994. | 2004.   | 2014.   | 2024.   |
| --------------- | ----- | ------- | ------- | ------- |
| Кількість осіб: | 961   | 982     | 970     | 934     |
| Різниця:        |       | +2,18 % | -1,22 % | -3,71 % |

| Рік:            | 2023. | 2024.   |
| --------------- | ----- | ------- |
| Кількість осіб: | 948   | 934     |
| Різниця:        |       | -1,47 % |